# 幸福綠皮書
是一部2018年美國喜劇劇情片，由彼得·法拉利執導。電影講述美國1962年，牙買加裔美國鋼琴家唐纳德·雪利（馬赫夏拉·阿里飾）前往深南部保守地區巡迴演出，他雇用一名紐約保鑣東尼·瓦勒隆加（維果·莫天森飾）作為司機。東尼的兒子尼克·瓦勒隆加、布萊恩·海斯·柯里與彼得·法拉利共同撰寫劇本。
電影名稱源自《黑人驾驶绿皮书》（The Negro Motorist Green Book），通常簡稱為「綠皮書」（Green Book），是在種族隔離時期的旅行指南，記載對黑人友善的場所，幫助有色人種應對種族歧視和吉姆·克勞法。本片傑出的表現使它获得第76屆金球獎最佳音乐喜剧影片、最佳男配角和最佳剧本奖，以及第91屆奧斯卡金像獎最佳影片、最佳男配角和最佳原創劇本奖。

## 劇情
真實故事改編，紐約門房東尼·瓦勒隆加因供職的科巴卡巴那夜總會暫時停業装修而失業後，一直在尋找新工作。在非裔美國人鋼琴家唐纳德·雪利的邀请下，東尼在唐接下來八個星期的中西部和深南部巡演期間擔任司機。唐是在看了東尼的資料後，決定聘請他的。按照計畫，兩人要在聖誕節前夕回到紐約。唐的唱片公司给了東尼一本《黑人驾驶绿皮书》，讓東尼依綠皮書去尋找能服務兩人的汽車旅館、餐廳和加油站。
他們先去中西部，之後向南部前進。東尼和唐一開始發生了衝突，唐逼使東尼提供更精細化的服務，這使東尼感到很不舒服，而唐厭惡東尼的陋習。隨着旅程的展開，東尼敬佩唐弹鋼琴的天賦，而唐在午後遭到雇主和觀眾的歧視，也讓東尼越來越震驚。一群白人威脅到唐的性命，東尼出手營救。自此以後，東尼不讓唐獨自外出。
旅程中，唐數次幫助東尼寫信给妻子，對方深受感動。東尼也鼓勵唐聯繫他很久没聯繫過的弟弟，但他猶豫不決，因為職業生涯和成就讓他自我封閉了。那天晚上晚些時候，托尼接到了警察的電話，要他去基督教青年會游泳池，唐和一個白人在那裡被捕。
他們似乎被懷疑有同性戀行為，唐被警察嘲笑和詆毀，托尼則賄賂警察以避免他們逮捕唐。當他們的公路旅行繼續向南並到達密西西比州時，托尼和唐深夜在日落小鎮被一輛警車攔住，托尼在受到侮辱後揍了警察一拳。在監獄，唐要求打電話給他的“律师”，其實聯繫的是司法部長羅伯特·弗朗西斯·甘迺迪，甘迺迪親自下令釋放兩人。這段經歷讓東尼非常吃驚，而唐則感到羞耻，這使得東尼氣憤地認為平時為了工作以維持家計而疲於奔命的自己比唐“還要黑人”。崩潰到極點的唐向東尼道出真相，「那些白人上流人士花錢請我巡迴演出給他們彈鋼琴，是為了顯現出他們更有文化，但我一旦下台就立刻變回他們不屑一顧的黑人，因為那就是他們的文化！而我只能獨自忍受輕視，因為我不被自己的同胞所接受，既然我不夠黑，也不夠白，又不夠像男人，那麼你告訴我，我到底是誰？我只不過是個被桎梏於城堡中的孤魂。」
到了在阿拉巴馬州伯明翰最後一場演出的那晚，唐被禁止進入表演場地鄉村俱樂部的白人專用餐廳，沒有得到和餐廳内的觀眾同樣的服務，唐阻止東尼威脅餐廳老板且拒絕表演。之後，東尼帶著唐去黑人布魯斯俱樂部用餐，唐用他的音樂讓黑人觀眾認識他。
東尼和唐接著往北走，想趕在平安夜回到家。路上遭遇暴風雪，唐接過方向盤，讓疲憊的東尼休息。兩人及時回到紐约，東尼邀請唐上自己家吃飯。唐拒絕了邀請並回到自己的公寓，但最終還是去了東尼家。短暫的沉默後，唐受到東尼全家人的歡迎，東尼妻子感谢唐幫忙寫信。
唐繼續巡演、創作和錄製歌曲，而東尼則回到科巴卡巴那夜總會工作。直到2013年相繼去世前，兩人一直是好朋友。

## 演員
- 維果·莫天森 飾 東尼·瓦勒隆加，本名：Frank Anthony Vallelonga Sr，外号：大嘴東尼（Tony Lip），一般外界习惯用Tony Lip来称呼他。意大利裔纽约市人
- 馬赫夏拉·阿里 飾 唐·雪利
- 琳達·卡德琳妮 飾 桃樂絲·瓦勒隆加（Dolores Vallelonga），東尼·瓦勒隆加之妻
- 伊克巴爾·席巴 飾 阿米特（Amit）
- 塞巴斯蒂安·马尼斯卡尔科（英语：Sebastian Maniscalco） 飾 強尼·韋內雷（Johnny Venere）
- P·J·拜恩 飾 唱片執行製片人

## 製作
將唐和東尼的故事改編為電影的構想早在1980年代就開始成形。當時東尼的兒子尼克·瓦勒隆加打算將他們的故事搬上大銀幕，並且告訴了兩人這個想法，同時也開始收集他父親和唐的訪談紀錄，而這些材料後來都成了電影劇情的一部分。唐曾向尼克表示，希望他們的電影能等到自己已經不在人世時再拍，「你應該把你父親告訴你的一切，還有我告訴你的一切全都放進電影裡……你要（讓電影）說真的故事，但你要先等我走。」
2017年5月，維果·莫天森開始洽談片中的一個角色，片子確定由彼得·法拉利執導，尼克·瓦勒隆加、布萊恩·海斯·柯里與彼得·法拉利合力撰寫劇本。
2017年11月30日，馬赫夏拉·阿里、琳達·卡德琳妮與伊克巴爾·席巴確認加入劇組，與莫天森演出，並在當周開始於紐奧良拍攝。2018年1月，宣布塞巴斯蒂安·马尼斯卡尔科加入劇組。

## 評價
爛番茄根據320條評論，該片持有78%的新鮮度，平均得分為7.22／10。Metacritic根據52條評論，本片得分69（滿分100），两位主角的演出普遍受到好评。2022年3月，《幸福綠皮書》在Metacritic評選奧斯卡金像獎最佳影片前35名中，排名第31名

## 獎項
| 第76屆金球獎       | 最佳音樂及喜劇電影         | 《幸福綠皮書》                                                             | 獲獎 |
| 第76屆金球獎       | 最佳電影男配角             | 馬赫夏拉·阿里                                                              | 獲獎 |
| 第76屆金球獎       | 最佳劇本                   | 尼克·瓦勒隆加（Nick Vallelonga）、布萊恩·柯里（Brian Currie）和彼得·法拉利 | 獲獎 |
| 第76屆金球獎       | 最佳音樂及喜劇類電影男主角 | 維果·莫天森                                                                | 提名 |
| 第76屆金球獎       | 最佳導演                   | 彼得·法拉利                                                                | 提名 |
| 第91屆奧斯卡金像獎 | 最佳影片                   | 《幸福綠皮書》                                                             | 獲獎 |
| 第91屆奧斯卡金像獎 | 最佳男主角                 | 維果·莫天森                                                                | 提名 |
| 第91屆奧斯卡金像獎 | 最佳男配角                 | 馬赫夏拉·阿里                                                              | 獲獎 |
| 第91屆奧斯卡金像獎 | 最佳原創劇本               | 尼克·瓦勒隆加（Nick Vallelonga）、布萊恩·柯里（Brian Currie）和彼得·法拉利 | 獲獎 |
| 第91屆奧斯卡金像獎 | 最佳剪輯                   | 派屈克·J·唐·維托（Patrick J. Don Vito）                                    | 提名 |

## 外部連結
- 幸福綠皮書的Instagram帳戶
- 爛番茄上《幸福綠皮書》的資料（英文）
- 互联网电影数据库（IMDb）上《幸福綠皮書》的资料（英文）
- Metacritic上《幸福綠皮書》的資料（英文）
- AllMovie上《幸福綠皮書》的资料（英文）
- Box Office Mojo上《幸福綠皮書》的資料（英文）
- 開眼電影網上《幸福綠皮書》的資料（繁體中文）
- 豆瓣电影上《幸福綠皮書》的資料 （简体中文）
- 时光网上《幸福綠皮書》的資料（简体中文）